# Slon (faraon)
Slon  (bere se morda Pen-abw) je začasno ime egipčanskega preddinastičnega  vladarja. Ker je na napisih na skalah in slonokoščenih obesnih ploščicah njegovo ime zapisano zelo površno ali brez kraljevskega grebena, sta branje imena in obstoj kralja Slona zelo sporna.

## Identiteta
Obstoj kralja Slona temelji na razpravah Gunterja Dreyerja in Ludwiga Davida Morenza. Avtorja sta prepričana, da je bil lokalni kralj, ki je vladal v okolici Qustula. Po Dreyerjevem mnenju se njegovo ime pojavja v vklesanih napisih v Qustulu in Gebel Sheikh-Suleimanu, kjer so hieroglifi zapisani v kraljevem sereku. Na slonokoščenih ploščicah, odkritih v Abidosu, se Slon pojavlja brez kraljevskega grebena. Dreyer na napisu vidi kockast vladarski prestol, pod katerim hodi slon, in ga bere Pen-abu (Veliki s prestola). Morenz misli enako, vendar je zelo negotov glede branja imena, zato raje uporablja nevtralno začasno ime »Kralj Slon«. Druga možnost je, da je predlagana kraljevska žival nosorog. Morenz poudarja, da so v obdobju Nakada III postale za  oblikovanje kraljevskih imen  pomembne nevarne in nepredvidljive živali kot so lev, krokodil, slon in nosorog.
Drugi egiptologi, med njimi  Peter Kaplony in Toby Wilkinson, v to niso prepričani in predlagajo različna branja. Medtem ko Wilkinson na napisu vidi prestol in hieroglif za »mejo«, Peter Kaplony  na njem vidi prestol in stojalo, polno kozarcev z vinom, ki pomenijo »občudovanje«.  Kaplony omenja tudi to,  da se je eden od palatinatov v Prvi dinastiji imenoval Hor-Sekhentydjw  in se pisal s simbolom za stojalo za vinske kozarce. Prepričlan je, da je ime palatinata nastalo iz imena kralja Slona.

## Vladanje
Kralj Slon je morda vladal v obdobju Nakada III. Njegove grobnice še niso odkrili.